# Jakov Gojun
Jakov Gojun (* 18. April 1986 in Split, SR Kroatien, SFR Jugoslawien) ist ein kroatischer Handballspieler.

## Karriere
Seine erste Station war der RK Split, wobei er keine Chance hatte, sich zu beweisen bzw. zum Einsatz zu kommen, sodass er über Krilnika und Solin mit 18 Jahren zum Rijeker Club Zamet wechselte. Dort bestätigte er seine Klasse als junger Handballer. Durch seine guten Spiele in Zamet, wurde der RK Sisica auf ihn aufmerksam. Dort wiederum rückte er ins Blickfeld von Slavko Goluža, Co-Trainer der kroatischen Nationalmannschaft und Helfer von Lino Červar, sodass er zur kroatischen Nationalmannschaft berufen wurde. Bei der Europameisterschaft 2010 gewann Gojun mit Kroatien die Silbermedaille. Zudem wurde er zum besten Abwehrspieler gewählt. Im Sommer 2012 nahm er an den Olympischen Spielen in London teil, wo er die Bronzemedaille gewann.
Anschließend lief er für den spanischen Verein Atlético Madrid auf. Nachdem Madrid im Sommer 2013 in finanzielle Schwierigkeiten geraten war, schloss er sich dem französischen Erstligisten Paris Saint-Germain an, mit dem er 2014 und 2015 den französischen Pokal sowie 2015 die französische Meisterschaft gewann. Im Sommer 2015 wechselte Gojun zum deutschen Bundesligisten Füchse Berlin, mit denen er 2015 und 2016 Vereinsweltmeister wurde und 2018 den EHF-Pokal gewann. 2016 nahm er an den Olympischen Spielen in Rio de Janeiro teil. Nach der Europameisterschaft 2018, bei der er wie bereits 2010 zum besten Defensivspieler des Turniers gewählt wurde, trat Gojun aus der kroatischen Nationalmannschaft zurück. Insgesamt absolvierte er 166 Länderspiele und erzielte dabei 80 Tore. Er erklärte, dass er nur bei Bedarf wieder für die Nationalmannschaft spielen werde.
Gojun kehrte im Sommer 2021 zum kroatischen Erstligisten RK Zagreb zurück. Mit Zagreb gewann er 2022, 2023, 2024 und 2025 die Meisterschaft und den Pokal.

## Bundesligabilanz
| Saison    | Verein        | Spielklasse | Spiele | Tore | 2min Strafen | Rote Karten |
| --------- | ------------- | ----------- | ------ | ---- | ------------ | ----------- |
| 2015/16   | Füchse Berlin | Bundesliga  | 32     | 21   | 26           | 3           |
| 2016/17   | Füchse Berlin | Bundesliga  | 34     | 15   | 17           | 1           |
| 2017/18   | Füchse Berlin | Bundesliga  | 33     | 19   | 18           | 0           |
| 2018/19   | Füchse Berlin | Bundesliga  | 33     | 11   | 25           | 0           |
| 2019/20   | Füchse Berlin | Bundesliga  | 24     | 18   | 23           | 1           |
| 2020/21   | Füchse Berlin | Bundesliga  | 34     | 16   | 25           | 1           |
| 2015–2021 | gesamt        | Bundesliga  | 190    | 100  | 134          | 6           |

Quelle: Spielerprofil bei der Handball-Bundesliga